# Dihammaphora nigrita
Dihammaphora nigrita är en skalbaggsart som beskrevs av Louis Alexandre Auguste Chevrolat 1859. Dihammaphora nigrita ingår i släktet Dihammaphora och familjen långhorningar.
Artens utbredningsområde är Paraguay. Inga underarter finns listade i Catalogue of Life.